# Sergej Soin
Srgej Viktorovitj Soin (ryska: Серге́й Викторович Соин), född 31 mars 1982 i Moskva i Sovjetunionen, är en rysk ishockeyspelare som säsongen 2015/2016 spelar för Salavat Julajev Ufa i Kontinental Hockey League, KHL.

## Karriär
Sergej Soin började sin karriär i  Krylia Sovetov Moskva i den ryska Superligan. I NHL:s Draft 2000 valde Colorado Avalanche Sergej Soin på 50:e plats i den andra rundan. 2003/2004 gick han till HK CSKA Moskva där Soin spelade i två säsonger innan han flyttade till Severstal Tjerepovets. Säsongen 2011/2012 skrev Soin kontrakt med OHK Dynamo som blev KHL mästare och erövrade Gagarin Cup 2012 och 2013.

### Internationellt
Sergej Soin deltog i U18-VM 2000 där laget erövrade silvermedaljer. Soin spelade även för Ryssland i JVM 2002 där laget blev JVM-världsmästare.
Sergej Soin har blivit uttagen till två VM i ishockey, 2003 och 2013. Ryssland slutade sexa i båda dessa turneringar.

## Meriter
- KHL Gagarin Cup-vinnare 2012, 2013
- JVM Världsmästare i ishockey 2002
- U-18-VM silvermedalj 2000